# Obitelj (tjednik)
Obitelj je bio hrvatski tjednik (do 1938.) i polutjednik (1938. – 1944.) iz Zagreba.
U impresumu se definirao kao ilustrirani časopis za hrvatsku obitelj, a od 1944. kao časopis za književni, umjetnički i društveni život.
List je izlazio od 25. prosinca 1929. godine. Izlazio je u Zagrebu. Prestao je izlaziti 31. prosinca 1944.
Uređivao ga je Josip Andrić, a pomoćnik mu je bio Kuzma Moskatelo.
U Obitelji su članke pisali Josip Andrić, Kuzma Moskatelo, Ivo Degrel, Ton Smerdel i drugi.
Izdavač ovog lista bilo je Hrvatsko književno društvo sv. Jeronima i jedno vrijeme Konzorcij kuće dobre štampe.